# Aethomys chrysophilus
Aethomys chrysophilus is een knaagdier uit het geslacht Aethomys dat voorkomt van Zuidoost-Kenia tot Zuid-Angola en het uiterste noordoosten van Zuid-Afrika. Het karyotype van deze soort bedraagt 2n=50; hierin verschilt hij van Aethomys ineptus (2n=44), een Zuid-Afrikaanse soort die op basis van externe morfologie niet van A. chrysophilus te onderscheiden is. De soorten verschillen echter in de vorm van het baculum en in biochemische en genetische kenmerken. A. chrysophilus leeft in gras- en struikgebieden. Soms gaat het dier gebouwen binnen.
De rugvacht is variabel van kleur, maar meestal roodbruin. De onderkant is lichtgrijs. De staart is vrij dik. De totale lengte bedraagt 21 tot 34,5 cm, de staartlengte 10 tot 19 cm en het gewicht 26 tot 125 gram. Vrouwtjes hebben 1+2=6 mammae.
Er worden het hele jaar door jongen geboren in nesten van zes of minder. Het dier is 's nachts actief en kan zowel solitair als in paren of familiegroepen leven. Het graaft holen.